# Felipe Nasr
Luíz Felipe de Oliveira Nasr, mais conhecido como Felipe Nasr (Brasília, 21 de agosto de 1992), é um automobilista brasileiro que atualmente compete no Campeonato Mundial de Endurance e no IMSA SportsCar Championship pela equipe Porsche-Penske. Ele é tricampeão da IMSA SportsCar Championship, vencendo nas temporadas de 2018, 2021 e 2024, ganhou as 24 Horas de Daytona em 2024 e 2025, e as 12 Horas de Sebring em 2019 e 2025. Anteriormente, ele competiu na Fórmula 1 entre 2015 e 2016 pela equipe Sauber. Ele também foi campeão da Fórmula 3 Inglesa em 2011 e campeão da Fórmula BMW Europeia em 2009.

## Biografia
De origem libanesa, Felipe é filho de Eliane Nasr e de Samir Nasr, proprietário da Amir Nasr Racing juntamente com Amir Nasr, que além de ser seu tio, também é seu empresário. Felipe tem uma irmã chamada Flávia, que é arquiteta, e uma sobrinha. Felipe fala português, inglês e italiano, tem como hobbies o wakeboard, o ciclismo e a pescaria, e tem como bandas favoritas Dire Straits e Beatles. Ele já teve relacionamento com Julia Piquet, filha do tricampeão da F1 Nelson Piquet, e com Giulia Testoni, catarinense formada em Moda.

## Carreira

### Início no kart
Nasr iniciou sua carreira no kart aos sete anos na equipe Dibo Racing, onde conquistou todos seus títulos no kart. Venceu o campeonato brasiliense cinco vezes consecutivas entre 2000 e 2004. Em 2001 e 2002, foi vice-campeão brasileiro. Foi campeão da Copa Brasil em 2004 e 2007, campeão do Centro-Oeste em 2005, em 2006, se sagrou campeão brasileiro, e foi campeão do Sudam em 2007.

### Início nos monopostos e título na Fórmula BMW
No ano de 2008, Nasr fez alguns testes com monopostos visando mudar de categoria. Testou carros de Fórmula 3 e Fórmula Renault e, satisfeito com os resultados, planejava fazer uma temporada completa na Fórmula 3 Sul-americana em 2009. Porém, o piloto recebeu um convite da Fórmula BMW das Américas para disputar a rodada final do campeonato em Interlagos. Felipe conseguiu um terceiro e um quinto lugares. A equipe Euromotorsport, de Antonio Ferrari, a qual chegou até a competir na antiga IndyCar, entusiasmada com o desempenho de jovem piloto, o convidou para um teste que seria realizado no final daquela temporada. Com um desempenho acima do imaginado, Felipe bateu o recorde da pista, onde havia ocorrido o mundial da Fórmula BMW dois dias antes.

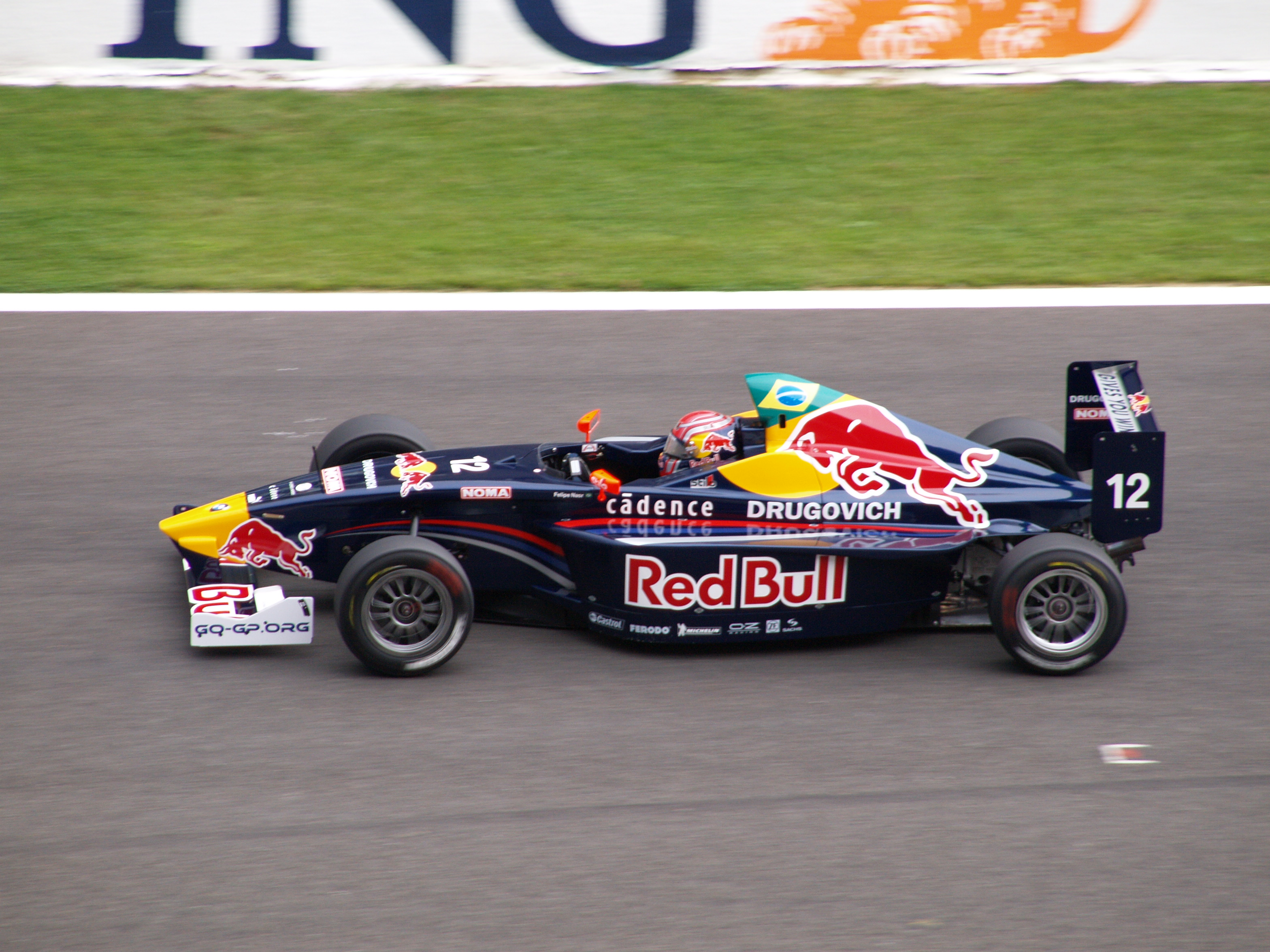
Felipe Nasr correndo pela Fórmula BMW Europeia em 2009

A equipe então, sem perder tempo, assinou um contrato com ele para disputar a Fórmula BMW europeia, categoria que realizava corridas como preliminares das etapas europeias da Fórmula 1. Entretanto, seu companheiro de equipe, o espanhol Daniel Juncadella, também patrocinado pela Red Bull, era considerado o favorito ao início da temporada. Mas o cenário mudou logo na pré-temporada, quando Nasr liderou várias das sessões. E na primeira rodada do campeonato, em Barcelona, o brasileiro conseguiu fazer as duas poles, chegando em segundo e primeiro respectivamente nas duas corridas. Ele venceu também em Zandvoort, Nürburgring, Hungaroring e em Monza. Com cinco vitórias, 14 pódios, seis poles e 392 pontos, Felipe conquistou o título com uma corrida de antecipação. Com o título, apareceram convites de categorias e empresários se ofereceram para cuidar de sua carreira. Nasr escolheu ser agenciado por David e Steve Robertson, pai e filho, que cuidam da carreira de Kimi Raikkonen e levaram Jenson Button a F1.

### Fórmula 3 Inglesa

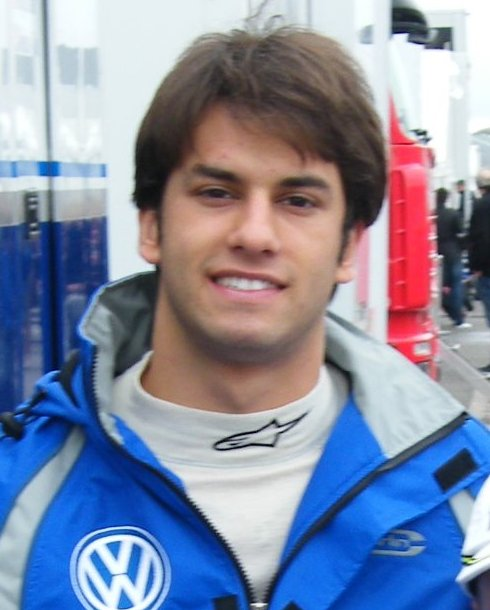
Felipe Nasr em 2011

Em 2010 assinou com a equipe Raikkonen Robertson Racing para correr a Fórmula 3 Inglesa. Seu primeiro pódio aconteceu na sexta corrida, a terceira da segunda rodada tripla, realizada em Silverstone. A primeira vitória aconteceu na terceira prova da rodada de Rockingham, na qual ele largou em quarto e assumiu a liderança logo na primeira volta. Na última rodada, em Brands Hatch, Felipe fez sua primeira pole position, mas foi punido por ter andado em bandeira amarela e acabou saindo apenas em oitavo lugar. Nasr terminou o ano na quinta posição, somando 136 pontos e com 256 de diferença para Jean-Éric Vergne, que foi campeão de forma dominante.
Na temporada seguinte, Nasr se transferiu para a Carlin. Ele enfrentou nomes como Valtteri Bottas, António Félix da Costa, Pipo Derani e Kevin Magnussen, que foi seu maior adversário na disputa do título. Mas Nasr foi dominante, vencendo já na corrida de abertura e ao longo das 24 corridas do ano, o brasiliense fez 297 pontos, 7 vitórias, 16 pódios, 4 poles e 8 voltas mais rápidas. Assim, Felipe foi campeão com duas etapas de antecedência, sendo o 12º brasileiro a conquistar o título da categoria e repetindo o feito de campeões da F1 como Emerson Fittipaldi, Nelson Piquet e Ayrton Senna.

### GP2

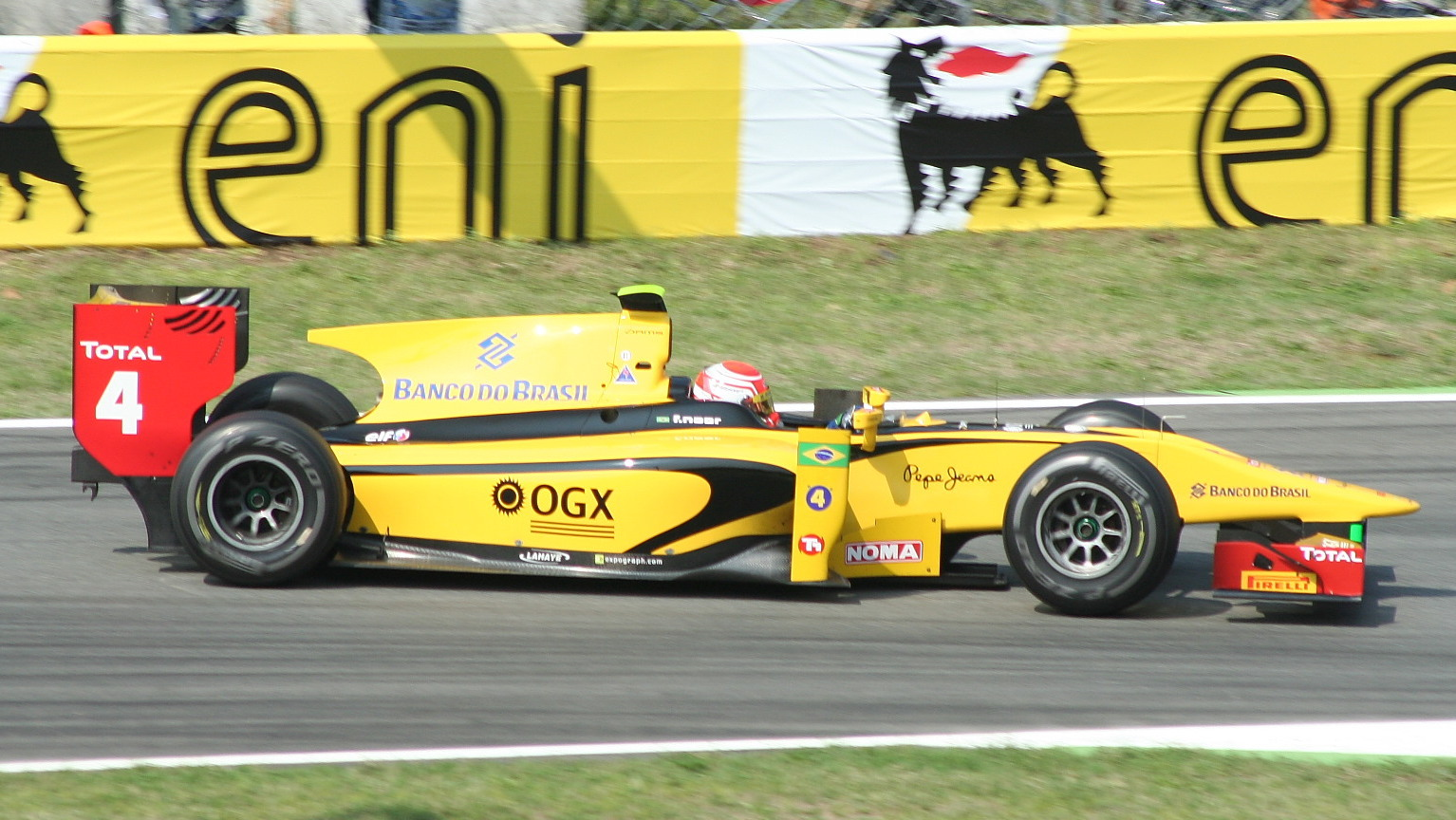
Nasr pilotando a DAMS nº 4 em Monza no ano de 2012

Felipe disputou a temporada 2012 da GP2 Series na equipe DAMS ao lado do experiente Davide Valsecchi, patrocinado pelo Banco do Brasil e pela OGX. O brasiliense teve quatro pódios, e seu melhor resultado foi um segundo lugar na primeira corrida da etapa belga. Já Valsecchi, que estava na sua quinta temporada da GP2, venceu o campeonato de pilotos. O décimo lugar de Nasr na classificação permitiu que a DAMS também vencesse o campeonato de equipes. Ele obteve 95 pontos e foi o segundo melhor estreante atrás de James Calado, que foi o quinto no campeonato e fez 65 pontos a mais do que Nasr.

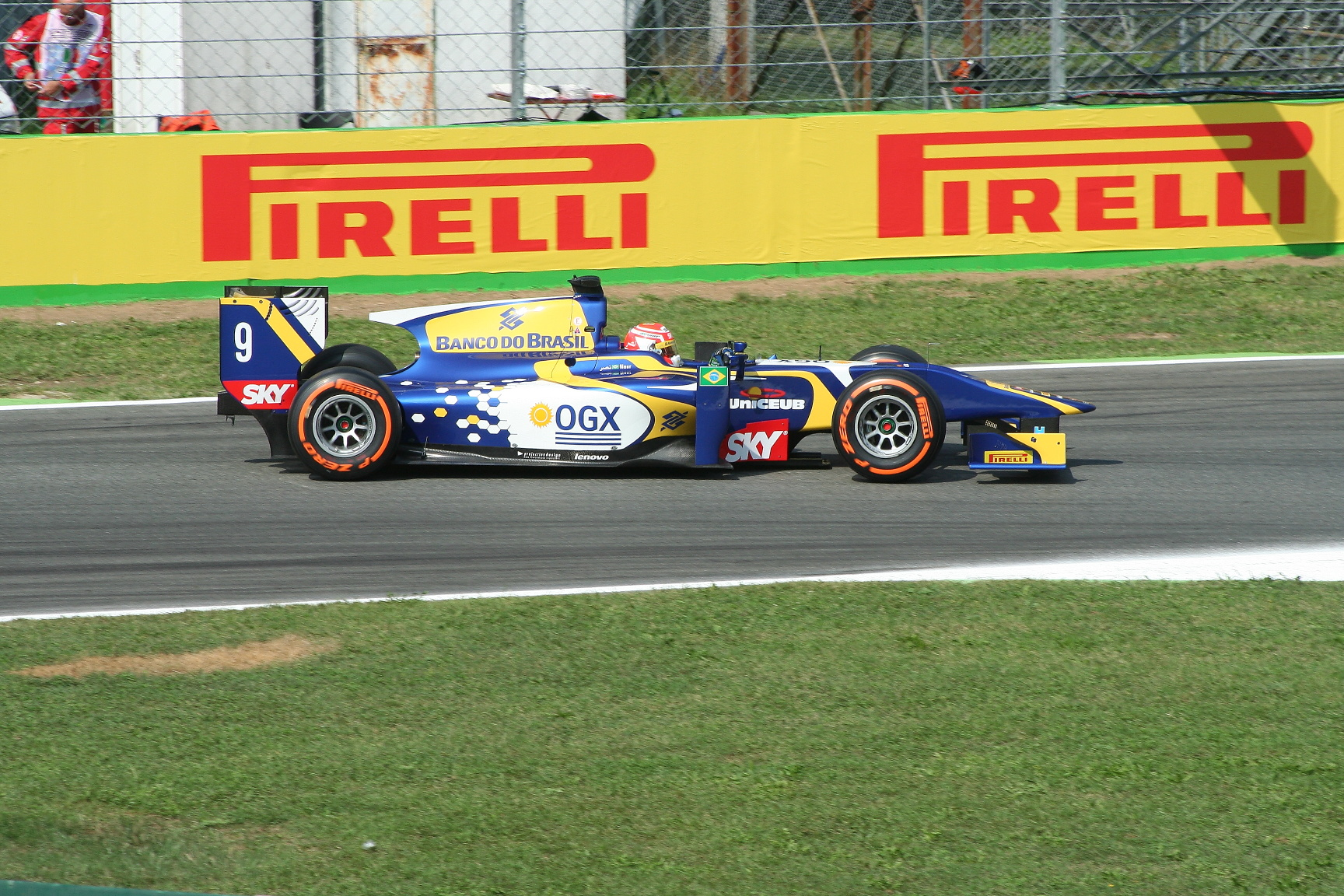
Nasr pilotando a Carlin na Itália em 2013

Para a temporada da GP2 de 2013, Nasr mudou-se para a equipe Carlin Motorsport, em parceria com o britânico Jolyon Palmer. Nasr acreditava que ele seria um candidato ao título, ao lado de James Calado e Marcus Ericsson, e esperava estar dirigindo um carro de F1 no final do ano. Mas Nasr não conseguiu vencer pelo segundo ano seguido, tendo quatro segundos lugares na Malásia (corrida 2), Barém (corrida 2), Espanha (corrida 1) e Singapura (corrida 1) como melhores resultados. Ao todo, Nasr teve seis pódios e terminou o campeonato de 2013 em quarto na classificação geral, somando 154 pontos, e superando Palmer, que ficou três posições abaixo de Nasr e teve 35 pontos a menos que o brasileiro. Mesmo assim, o piloto declarou estar decepcionado com a falta de vitórias, a queda de rendimento e a dificuldade em arranjar vaga de titular na Fórmula 1, ainda mais depois de ter sido preterido pela Toro Rosso, que escolheu promover o russo Daniil Kvyat ao invés dele.

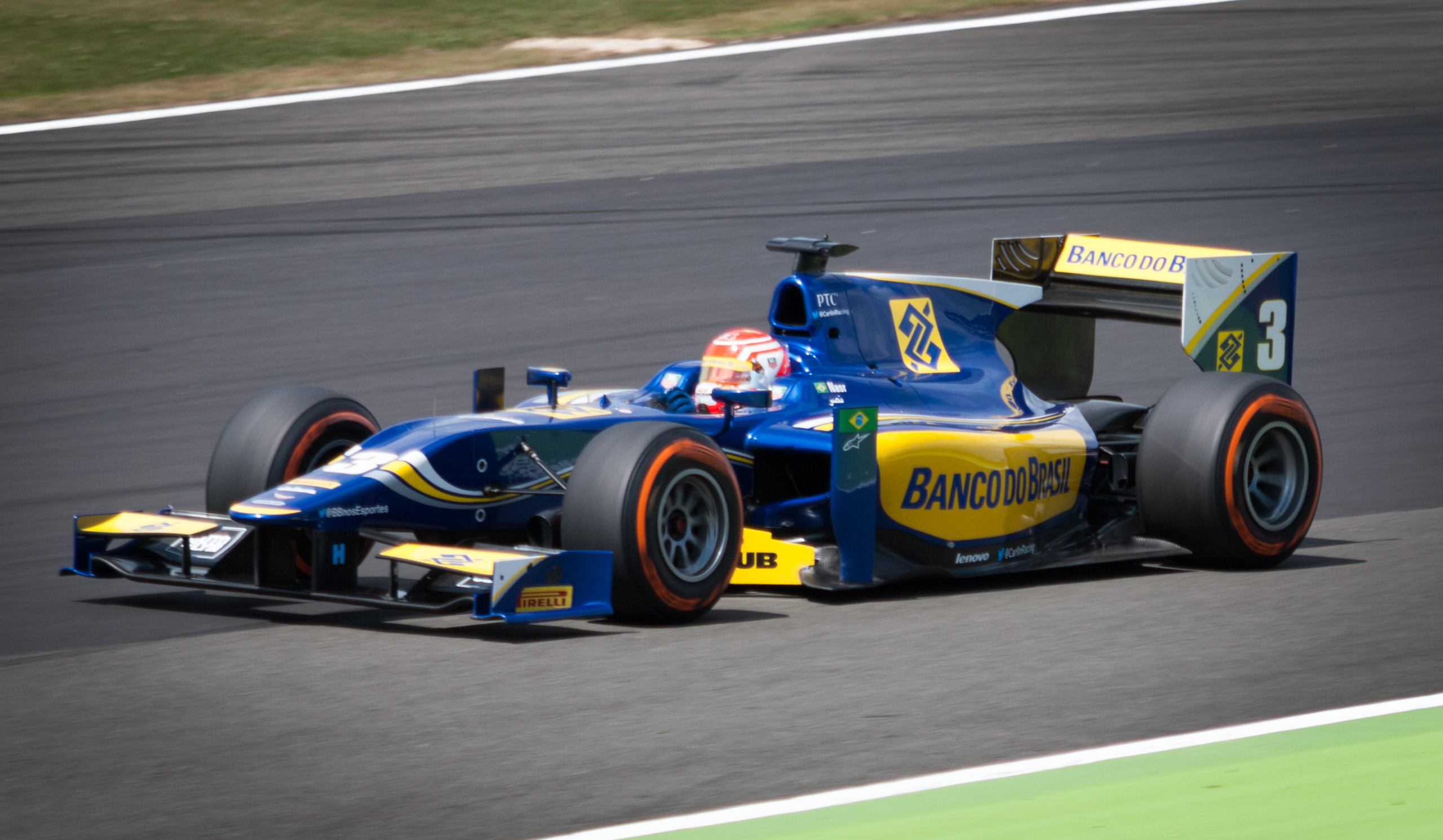
Nasr competindo pela Carlin na rodada de Silverstone em 2014.

Em 2014, Felipe disputou novamente a temporada da GP2 pela Carlin, conciliando isso com o posto de reserva da Williams, e Palmer, que se transferiu para a DAMS, foi substituído pelo colombiano Julián Leal, que também iria fazer seu terceiro ano na categoria. Nasr teve a sua primeira vitória na categoria na corrida 2 da Catalunha, e venceu novamente na Áustria (corrida 1), na Inglaterra (corrida 2) e na Bélgica (corrida 2). Nasr concorreu ao título com Jolyon Palmer até a etapa da Rússia, mas o britânico sagrou-se campeão por antecipação ao vencer a corrida 1, enquanto Nasr foi atrapalhado por seu time, que o fez cumprir uma punição no momento errado, e foi apenas o décimo sétimo colocado. O brasiliense terminou o campeonato em terceiro lugar, contabilizando 10 pódios e 224 pontos, cinco a menos do que Stoffel Vandoorne, que lhe tomou o vice, e 52 a menos do que Palmer.

### Fórmula 1

#### Williams (2014)
Em 22 de fevereiro de 2014, Nasr foi contratado como piloto de testes da equipe Williams para a temporada de 2014 da F1, correndo com o número 40, que o acompanhou desde a base. Sua estreia em treinos oficiais foi no GP do Bahrein, onde ficou com o quarto melhor tempo. Nasr também esteve nos treinos livres da China, da Espanha, dos Estados Unidos e do Brasil. Ele encerrou seu ciclo na equipe britânica ao participar dos testes em Abu Dhabi, no qual completou 83 voltas e fez o oitavo melhor tempo.

#### Sauber (2015-2016)

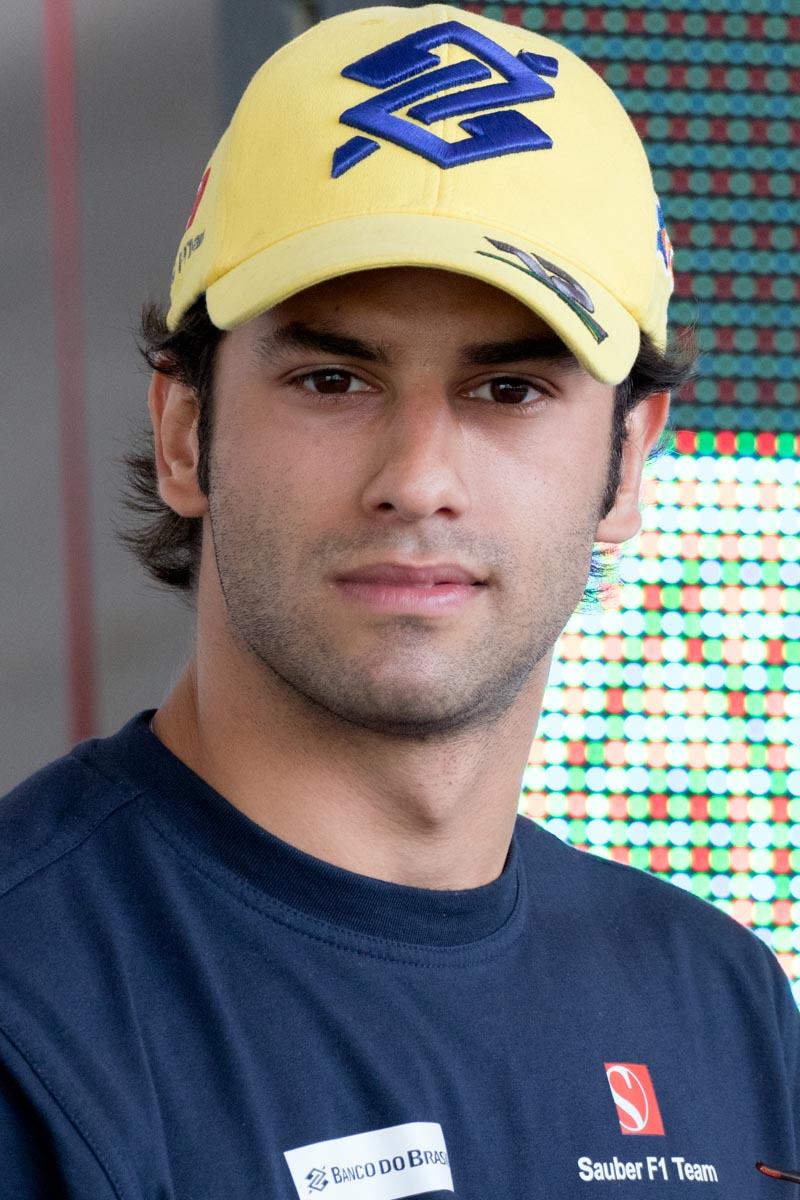
Felipe Nasr em 2015

Em novembro de 2014, Felipe Nasr foi anunciado como piloto titular da equipe Sauber para a temporada de 2015, tendo como companheiro de equipe o sueco Marcus Ericsson, que vinha da Caterham. Apesar de ter anunciado anteriormente que correria com o 40 que utilizou em 2014, ele anunciou que usaria o número 12 para disputar a F1 em 2015, sendo o mesmo número que usou na Fórmula BMW e que se tornou célebre por estampar o carro de Ayrton Senna entre sua estreia na Lotus em 1985 e seu primeiro campeonato em 1988.

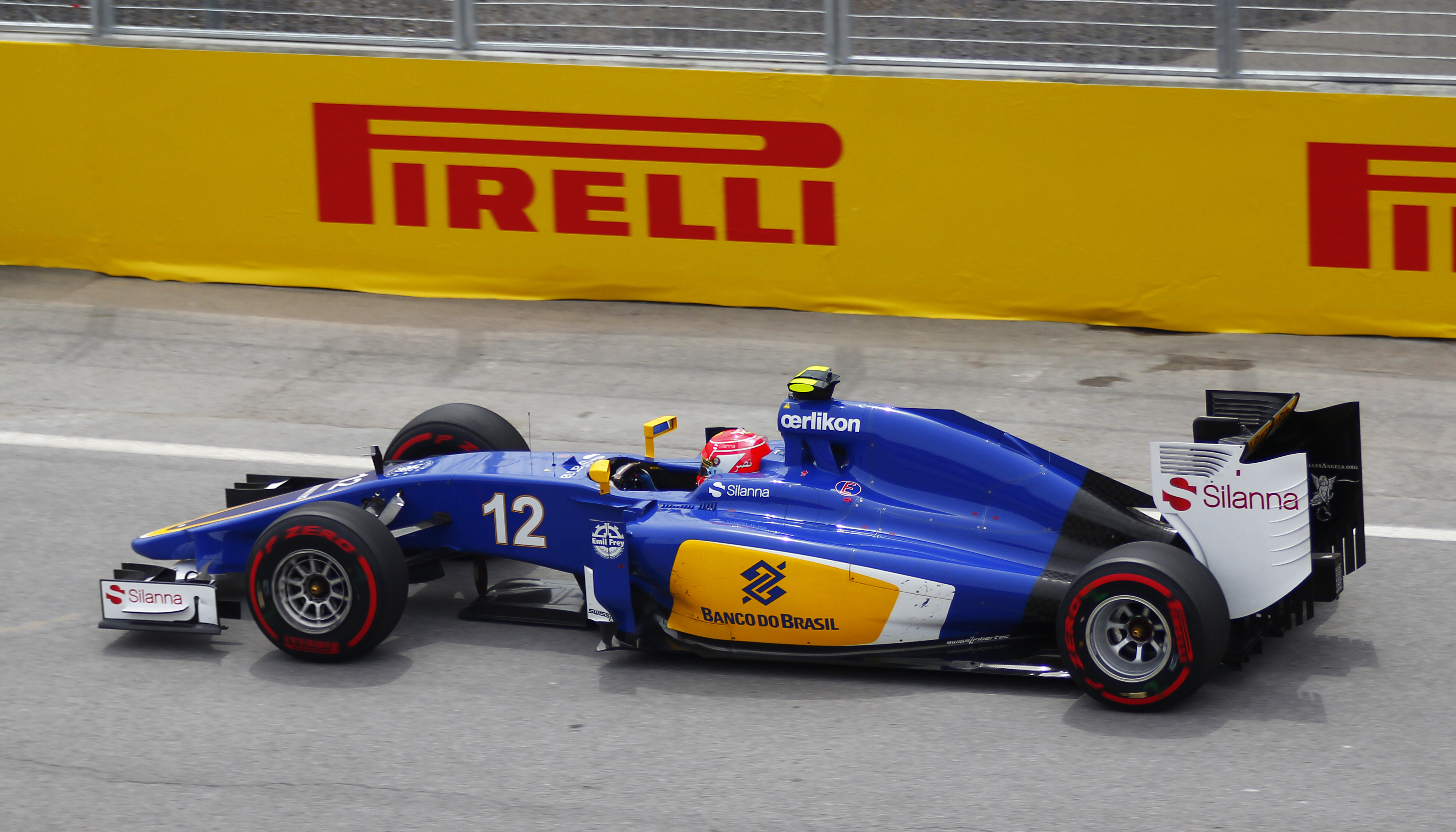
Nasr durante o Grande Prêmio do Canadá de 2015

Durante o Grande Prêmio da Austrália, primeira corrida da temporada, Nasr se tornou o melhor estreante brasileiro da história da Fórmula 1, chegando em quinto lugar e superando o sétimo posto de Chico Serra no GP dos Estados Unidos de 1981. O brasiliense de 22 anos fez uma boa largada e superou Daniel Ricciardo, em uma disputa que durou praticamente toda a prova. Em 23 de julho de 2015 a equipe prorrogou seu vínculo, assim como o de seu companheiro de equipe Marcus Ericsson, até o fim da temporada de 2016. Mas Nasr não repetiu o bom resultado da estreia, embora tenha voltado a pontuar em mais cinco etapas. O brasiliense finalizou seu primeiro ano na F1 em 13º lugar, somando 27 pontos, o triplo dos que Ericsson, o 18º colocado, conquistou em 2015.

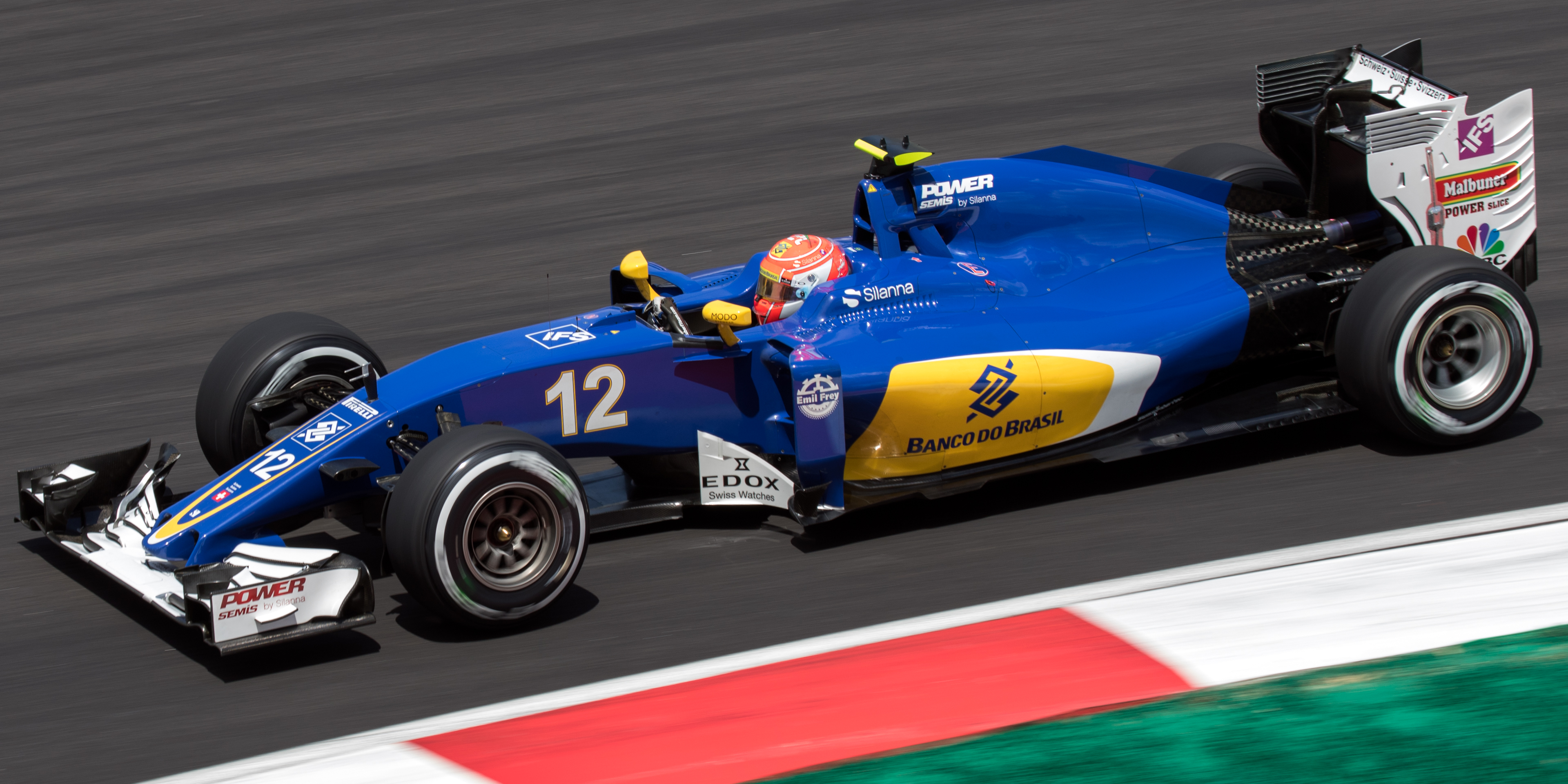
Nasr durante o segundo treino livre do Grande Prêmio da Malásia de 2016

Em 2016, os problemas financeiros da Sauber na temporada afetaram fortemente o desempenho de Nasr e de Ericsson, embora o brasileiro tenha sido o maior prejudicado, ficando atrás do sueco nas classificações e na maioria das corridas daquele ano. No entanto, no Grande Prêmio do Brasil, o piloto conquistou dois pontos ao terminar em 9º e a equipe suíça ultrapassou a Manor na 10º posição do Mundial de Construtores, já que a equipe estava na última posição desde o Grande Prêmio da Áustria quando Pascal Wehrlein havia conquistado um ponto ao terminar em 10º. Assim, Nasr encerrou seu segundo ano na F1 na décima sétima colocação, cinco posições acima de Ericsson, que não pontuou e foi o pior dentre os pilotos que fizeram a temporada completa em 2016.
Nasr tinha expectativas de continuar na F1 em 2017, mas elas foram frustradas quando o Banco do Brasil removeu o patrocínio, e a Sauber contratou Wehrlein para ser seu substituto. Além disso, a Manor fechou as portas e Nasr não encontrou lugar nas outras equipes, fazendo com que o brasileiro ficasse fora da categoria. Rumores sobre a Sauber ter sabotado Nasr para favorecer Ericsson circularam entre torcedores e a imprensa, mas apesar do brasiliense ter negado na época, em 2020, ele e um ex-mecânico da Sauber os confirmaram, afirmando que os patrocinadores de Ericsson investiram na equipe suíça, influenciaram na contratação dos funcionários e "rebaixaram" Nasr, para que o piloto sueco fosse sempre favorecido. A Sauber negou favorecimentos, no entanto, a própria Monisha Kaltenborn, chefe de Nasr e de Ericsson na época, deixou a equipe em 2017 e a imprensa afirmou que o motivo foi por ela se ter se recusado a prejudicar Wehrlein para priorizar Ericsson.

### Fórmula E
Em 2019, Nasr disputou três corridas da temporada 2018–19 da Fórmula E pela equipe Dragon Racing, substituindo o piloto alemão Maximilian Günther. Nasr participou de três etapas e só concluiu uma, a de estreia no ePrix do México, na qual terminou em décimo nono. Günther retornou ao seu lugar a partir da etapa de Roma, e Nasr não voltou mais à categoria, se concentrando totalmente nas corridas de resistência.

### IndyCar
Felipe Nasr chegou a ser anunciado como piloto da equipe Carlin na IndyCar Series em 2020, mas por conta da pandemia de Covid-19, a temporada foi adiada para outubro, e a equipe desistiu de incluir o carro dele por conta das dificuldades econômicas, inscrevendo apenas o bólido pilotado por Conor Daly.
Em fevereiro de 2023, Nasr participou da sessão de testes em Sebring com a Penske, na qual ficou com o quarto melhor tempo, atrás apenas do trio da McLaren. A equipe voltou a chamar Nasr para testar com eles em novembro de 2024, dessa vez na pista Thermal Club, da Califórnia.

### Corridas de resistência
Em 2012, Nasr participou das 24 Horas de Daytona com um Riley-Ford da equipe de Mike Shank na classe Daytona Protótipos como piloto convidado, se destacando por ser um dos mais jovens a liderar uma volta e chegando na terceira colocação. Em 2013, ele repetiu a experiência, agora com um Chevrolet Corvette da equipe Action Express, tendo como companheiros os também brasileiros Nelson Piquet Jr. e Christian Fittipaldi. O trio concluiu a prova na oitava posição.

#### Whelen Cadillac (2018 – 2021)

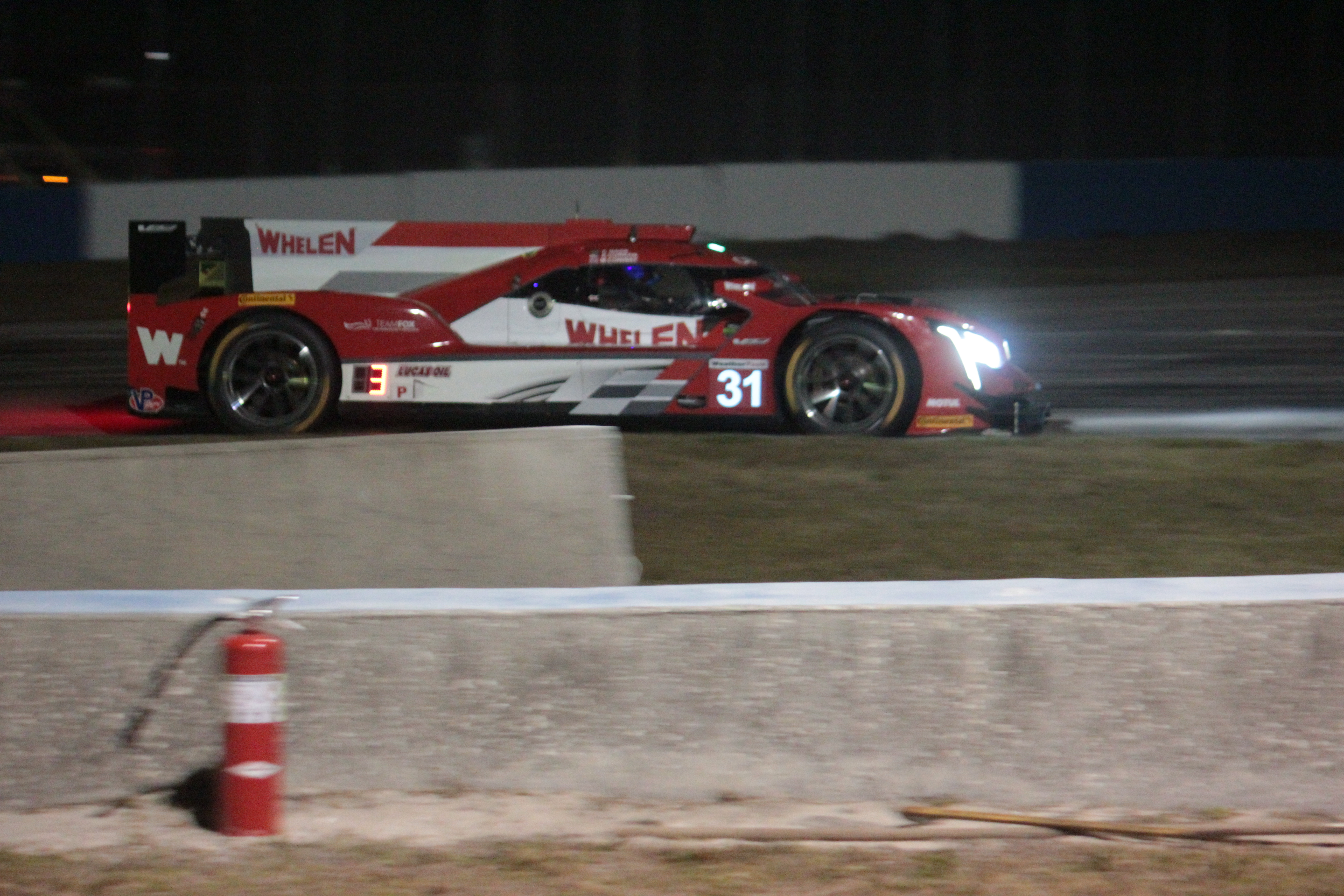
Cadillac nº 31, que Nasr e Curran pilotaram durante as 12 Horas de Sebring de 2018

Após sair da Fórmula 1 e ficar sem participar de nenhuma competição em 2017, Nasr voltou às corridas em 2018, competindo na IMSA SportsCar Championship. Dirigiu um Cadillac DPi da equipe Action Express, tendo como companheiro de equipe Eric Curran. A dupla obteve uma vitória no circuito de rua de Detroit e cinco pódios, ficando com o título da categoria na classe Protótipos. Nesse ano, também foi piloto da equipe Villorba Corse, participando na temporada da European Le Mans Series e as 24 Horas de Le Mans com um Dallara-Gibson da classe LMP2. Em Le Mans, Nasr ficou em décimo primeiro na sua classe, enquanto que em cinco corridas na ELMS, conseguiu um nono lugar como melhor resultado.
Em 2019, Nasr se juntou ao seu compatriota Pipo Derani para competir no IMSA com o Cadillac DPi V.R #31 da Whelen Action Express, com Eric Curran participando de apenas quatro etapas: as 24 Horas de Daytona, as 12 Horas de Sebring, as 6 Horas de Watkins Glen e a Petit Le Mans. O trio do carro 31 teve destaque na edição daquele ano das 12 Horas de Sebring, quando conseguiu se manter na frente durante boa parte da prova, e nas voltas finais, Nasr travou uma disputa com Jordan Taylor, da Action Express, mas o brasileiro se mostrou superior e garantiu a sua primeira vitória em Sebring. Esse resultado, mais a vitória em Petit Le Mans, os pódios nas 24 Horas de Daytona, na Chevrolet Sports Car Classic e em Monterrey garantiram o vice-campeonato para Nasr e Derani e o título de equipes para a Action Express.
Em 2020, Nasr repetiu a parceria com Derani e a Cadillac, ficando de fora apenas da segunda corrida em Daytona (WeatherTech 240) por ter sido diagnosticado com coronavírus. Ele só teve uma vitória no ano, no Grand Prix de Sebring, e conquistou mais quatro pódios, terminando o campeonato em oitavo lugar.
Em 2021, Nasr voltou a disputar uma temporada completa do IMSA SportsCar Championship com Pipo Derani. A dupla iniciou com uma vitória na corrida de qualificação das 24 Horas de Daytona, mas terminou a corrida principal em sexto lugar. Eles também venceram a corrida 2 de Watkins Glen, e as etapas de Road America e de Long Beach. Assim, a dupla se sagrou campeã da temporada com 4 vitórias e 8 pódios, com Nasr sendo bicampeão e Derani conquistando seu primeiro título.

#### Porsche-Penske (2022 – presente)
Em dezembro de 2021, Felipe Nasr se juntou à parceria Porsche-Penske para a disputa do Campeonato Mundial de Endurance e da IMSA SportsCar Championship na classe LMDh com um carro construído pela parceria.
Na temporada 2022, Nasr continuou a disputar etapas do IMSA SportsCar, mas agora a bordo de uma Porsche 911 e tendo como companheiros o australiano Matt Campbell e o francês Mathieu Jaminet, que fizeram a temporada completa. A primeira vitória veio logo na primeira etapa, nas 24 horas de Daytona, mas o trio do carro número 9 não repetiu o resultado nas 12 Horas de Sebring, na qual terminou em quinto, e em Petit Le Mans, quando ficou em terceiro lugar.

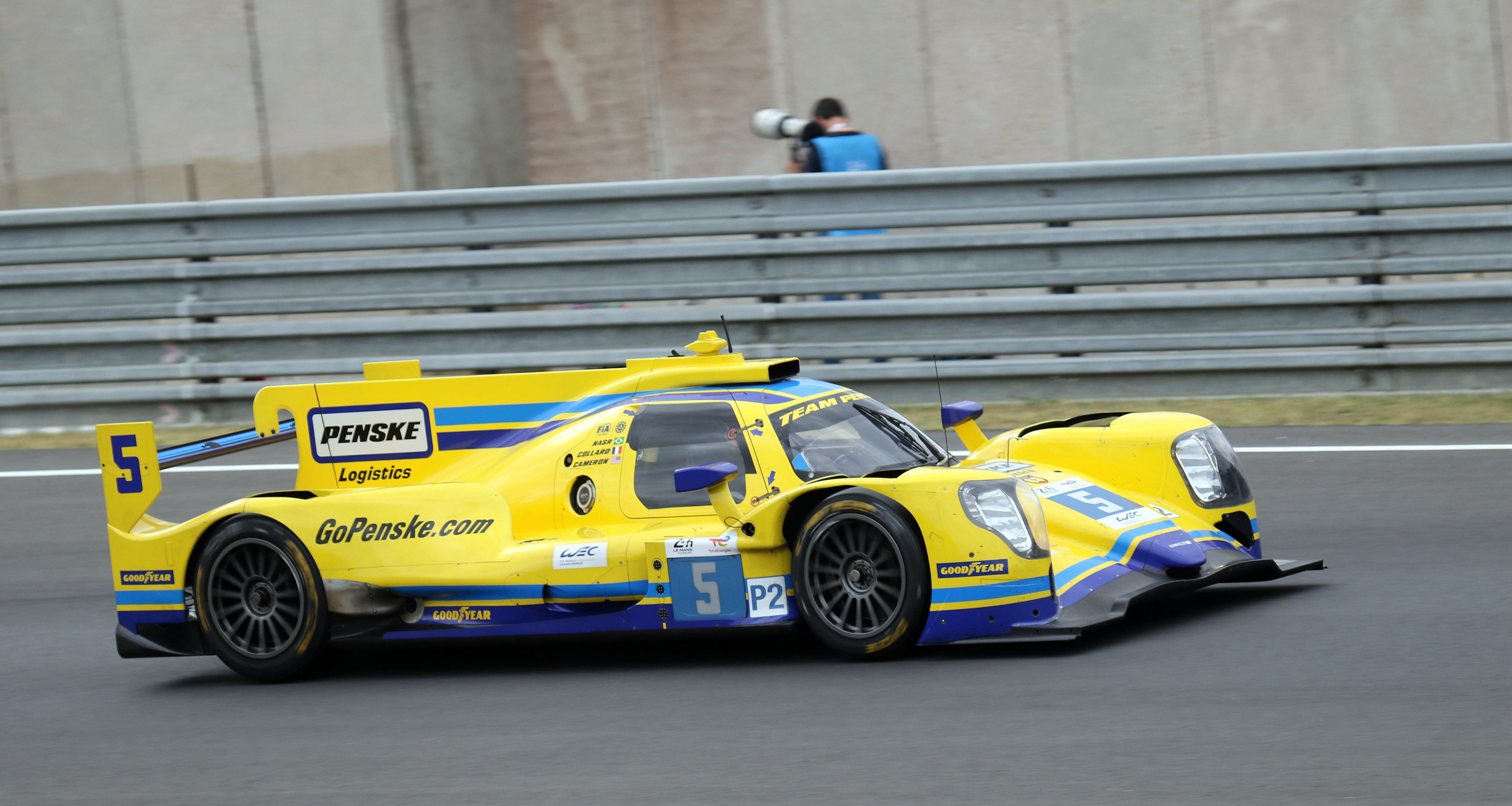
O Oreca 07 nº 5 que Nasr pilotou nas 24 Horas de Le Mans de 2022

Também disputou algumas etapas do Mundial de Endurance na classe LMP2 com um carro construído pela equipe Penske, juntamente com o norte-americano Dane Cameron e o francês Emmanuel Collard. Nesse ano, Nasr fez a sua segunda participação nas 24 Horas de Le Mans, quando terminou em quarto lugar.
Em 2023, Nasr e Campbell ganharam novos companheiros na Porsche-Penske: o dinamarquês Michael Christensen, que participou das duas primeiras etapas, e o campeão da IndyCar Josef Newgarden, que correu apenas na última. Nasr e Campbell tiveram uma vitória e mais dois pódios, encerrando o ano na quinta posição. 2023 também marcou a primeira participação de Nasr nas 24 Horas de Le Mans pela categoria Hypercar, na qual ele correu com Jaminet e o britânico Nick Tandy, mas eles não completaram a prova.

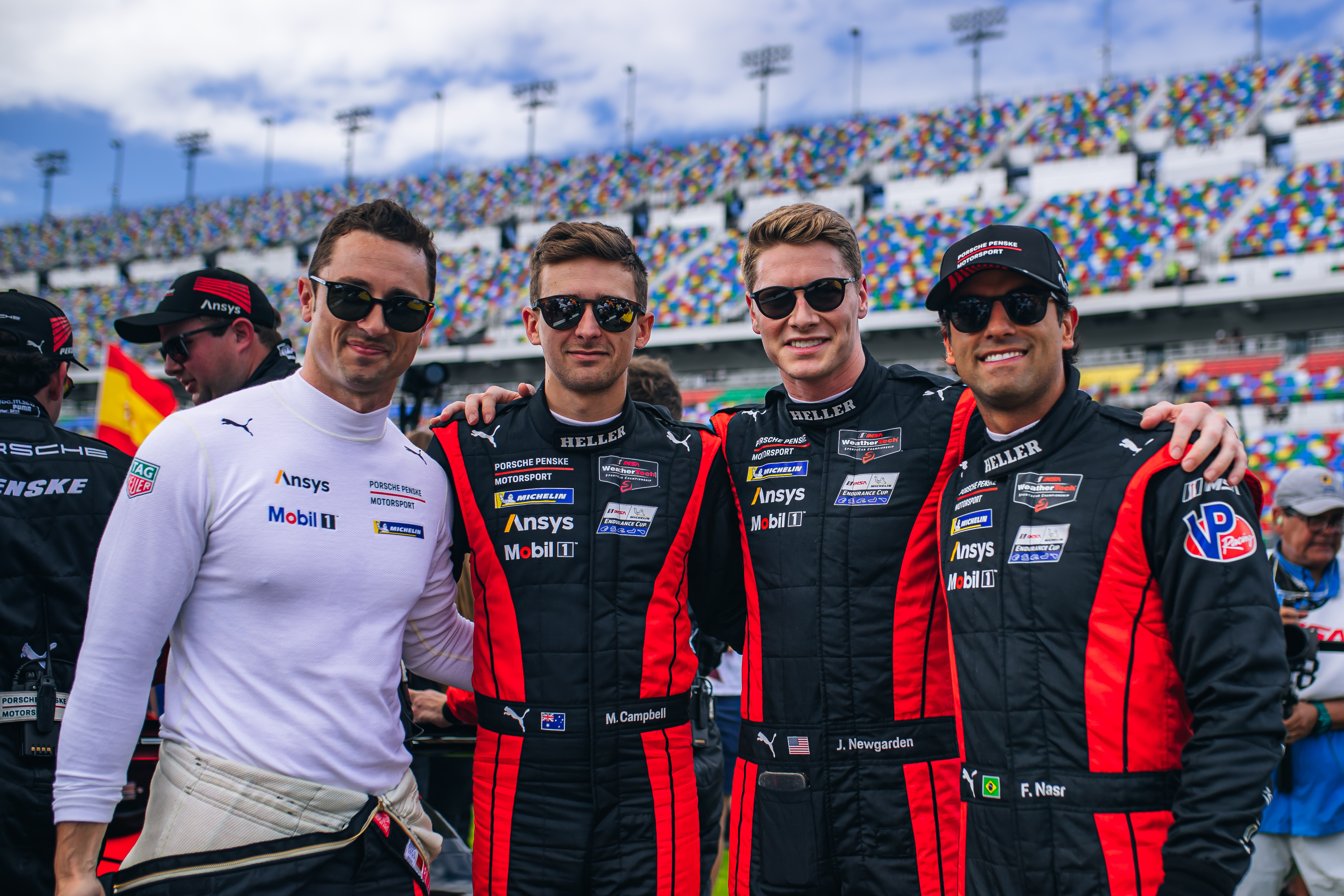
Dane Cameron, Matt Campbell, Josef Newgarden e Felipe Nasr durante as 24 Horas de Daytona de 2024

Em 2024, Cameron voltou a ser o companheiro regular de Nasr na Posche-Penske, com Newgarden correndo apenas em Daytona, e Matt Campbell participando de três etapas. O quarteto venceu as 24 Horas de Daytona daquele ano, com direito a uma intensa disputa entre Nasr e Tom Blomqvist, da Cadillac, nas voltas finais da prova, e Nasr e Cameron também se sagraram vencedores nas 6 Horas de Watkins Glen. Com os outros cinco pódios que eles conquistaram ao longo do ano, a dupla venceu a temporada, com Nasr garantindo seu tricampeonato na IMSA Sportscar.
Já nas 24 Horas de Le Mans de 2024, Nasr voltou a competir com Tandy e Jaminet no Porsche 963 número 4, e repetiu o desempenho do ano anterior, tornando a abandonar a prova após escapar da pista faltando seis horas para o fim. Ele gravou um documentário mostrando os bastidores da sua participação nessa prova, sendo o primeiro piloto a fazer isso. O documentário é dirigido por André e Salomão Abdalla e tem previsão de lançamento para 2025.
A Porsche-Penske renovou com Nasr para 2025, e assim, o brasiliense disputará a sua sétima temporada na IMSA SportsCar, agora pilotando o Porsche 963 número 7 ao lado de Nick Tandy.

## Resultados

### Resumo da carreira
| Temporada | Categoria                               | Equipe                                   | Corridas       | Vitórias       | Poles          | V.M.R.         | Pódios         | Pontos         | Posição        |
| --------- | --------------------------------------- | ---------------------------------------- | -------------- | -------------- | -------------- | -------------- | -------------- | -------------- | -------------- |
| 2008      | Formula BMW Americas                    | Amir Nasr Racing                         | 2              | 0              | 0              | 0              | 1              | 25             | 10º            |
| 2009      | Formula BMW Europe                      | EuroInternational                        | 16             | 5              | 6              | 6              | 14             | 392            | 1º             |
| 2009      | Formula BMW Pacific                     | EuroInternational                        | 3              | 2              | 2              | 2              | 2              | 0†             | NC†            |
| 2010      | Campeonato Britânico de Fórmula 3       | Räikkönen Robertson Racing               | 30             | 1              | 1              | 3              | 4              | 136            | 5º             |
| 2010      | Grande Prêmio de Macau                  | Räikkönen Robertson Racing               | 1              | 0              | 0              | 0              | 0              | N/A            | 11º            |
| 2011      | Campeonato Britânico de Fórmula 3       | Carlin                                   | 30             | 7              | 4              | 8              | 15             | 318            | 1º             |
| 2011      | Grande Prêmio de Macau                  | Carlin                                   | 1              | 0              | 0              | 0              | 1              | N/A            | 2º             |
| 2012      | GP2 Series                              | DAMS                                     | 24             | 0              | 0              | 0              | 4              | 95             | 10º            |
| 2012      | Fórmula 3 Euro Series                   | Carlin                                   | 2              | 0              | 0              | 0              | 0              | N/A            | NC†            |
| 2012      | Grande Prêmio de Macau                  | Carlin                                   | 1              | 0              | 0              | 0              | 0              | N/A            | 5º             |
| 2012      | Rolex Sports Car Series - DP            | Michael Shank Racing with Curb-Agajanian | 1              | 0              | 0              | 0              | 1              | 30             | 28º            |
| 2013      | GP2 Series                              | Carlin                                   | 22             | 0              | 0              | 0              | 6              | 154            | 4º             |
| 2014      | GP2 Series                              | Carlin                                   | 22             | 4              | 1              | 2              | 10             | 224            | 3º             |
| 2014      | Fórmula 1                               | Williams Martini Racing                  | Piloto reserva | Piloto reserva | Piloto reserva | Piloto reserva | Piloto reserva | Piloto reserva | Piloto reserva |
| 2015      | Fórmula 1                               | Sauber F1 Team                           | 19             | 0              | 0              | 0              | 0              | 27             | 13º            |
| 2016      | Fórmula 1                               | Sauber F1 Team                           | 21             | 0              | 0              | 0              | 0              | 2              | 17º            |
| 2018      | IMSA SportsCar Championship - Prototype | Whelen Engineering Racing                | 10             | 1              | 0              | 3              | 5              | 277            | 1º             |
| 2018      | European Le Mans Series - LMP2          | Cetilar Villorba Corse                   | 5              | 0              | 0              | 0              | 0              | 4              | 26º            |
| 2018      | 24 Horas de Le Mans - LMP2              | Cetilar Villorba Corse                   | 1              | 0              | 0              | 0              | 0              | N/A            | 11º            |
| 2018      | Stock Car Brasil                        | Full Time Sports                         | 1              | 0              | 0              | 0              | 0              | 0              | NC†            |
| 2018–19   | Fórmula E                               | GEOX Dragon                              | 3              | 0              | 0              | 0              | 0              | 0              | 24º            |
| 2019      | IMSA SportsCar Championship - DPi       | Whelen Engineering Racing                | 10             | 2              | 1              | 4              | 5              | 297            | 2º             |
| 2020      | IMSA SportsCar Championship - DPi       | Whelen Engineering Racing                | 8              | 1              | 1              | 1              | 5              | 232            | 8º             |
| 2021      | IMSA SportsCar Championship - DPi       | Whelen Engineering Racing                | 11             | 4              | 4              | 3              | 8              | 3407           | 1º             |
| 2022      | Campeonato Mundial de Endurance - LMP2  | Team Penske                              | 3              | 0              | 0              | 0              | 0              | 42             | 10º            |
| 2022      | 24 Horas de Le Mans - LMP2              | Team Penske                              | 1              | 0              | 0              | 0              | 0              | N/A            | 5º             |
| 2022      | IMSA SportsCar Championship - GTD Pro   | Pfaff Motorsports                        | 3              | 1              | 0              | 0              | 2              | 992            | 10º            |
| 2022      | GT World Challenge Europe Endurance Cup | EMA Motorsport                           | 1              | 0              | 0              | 0              | 0              | 2              | 33º            |
| 2023      | IMSA SportsCar Championship - GTP       | Porsche Penske Motorsport                | 9              | 1              | 2              | 1              | 3              | 2691           | 5º             |
| 2023      | 24 Horas de Le Mans - Hypercar          | Porsche Penske Motorsport                | 1              | 0              | 0              | 0              | 0              | N/A            | DNF            |
| 2024      | IMSA SportsCar Championship - GTP       | Porsche Penske Motorsport                | 9              | 2              | 0              | 0              | 7              | 2982           | 1º             |
| 2024      | 24 Horas de Le Mans - Hypercar          | Porsche Penske Motorsport                | 1              | 0              | 0              | 0              | 0              | N/A            | DNF            |
| 2024      | Nürburgring Langstrecken-Serie - AT(-G) | Four Motors Bioconcept-Car               |                |                |                |                |                |                |                |
| 2025      | IMSA SportsCar Championship - GTP       | Porsche Penske Motorsport                | 0              | 0              | 0              | 0              | 0              | 0              | ?*             |

† – Nasr era piloto convidado, portanto, inelegível para marcar pontos.

* Temporada ainda em andamento.

### Resultados na Fórmula 1
Legenda: (Corridas em negrito indicam pole position); (Corridas em itálico indicam volta mais rápida)
| Temporada | Equipe                  | Chassis       | Motor                         | 1      | 2      | 3      | 4      | 5      | 6       | 7      | 8      | 9      | 10     | 11     | 12      | 13     | 14      | 15     | 16      | 17      | 18     | 19     | 20    | 21     | Class. | Pontos |
| --------- | ----------------------- | ------------- | ----------------------------- | ------ | ------ | ------ | ------ | ------ | ------- | ------ | ------ | ------ | ------ | ------ | ------- | ------ | ------- | ------ | ------- | ------- | ------ | ------ | ----- | ------ | ------ | ------ |
| 2014      | Williams Martini Racing | Williams FW36 | Mercedes PU106A Hybrid 1.6 V6 | AUS    | MAL    | BHR TD | CHN TD | ESP TD | MON     | CAN    | AUT    | GBR    | ALE    | HUN    | BEL     | ITA    | SIN     | JAP    | RUS     | EUA TD  | BRA TD | EAU    |       |        | –      | –      |
| 2015      | Sauber                  | Sauber C34    | Ferrari 059/4 1.6 V6          | AUS 5  | MAL 12 | CHN 8  | BHR 12 | ESP 12 | MON 9   | CAN 16 | AUT 11 | GBR NL | HUN 11 | BEL 11 | ITA 13  | SIN 10 | JAP 20† | RUS 6  | EUA 9   | MEX Ret | BRA 13 | EAU 14 |       |        | 13º    | 27     |
| 2016      | Sauber                  | Sauber C35    | Ferrari 061 1.6 V6            | AUS 15 | BHR 14 | CHN 20 | RUS 16 | ESP 14 | MON Ret | CAN 18 | EUR 12 | AUT 13 | GBR 15 | HUN 15 | ALE Ret | BEL 17 | ITA Ret | SIN 13 | MAL Ret | JAP 19  | EUA 15 | MEX 15 | BRA 9 | EAU 16 | 17º    | 2      |

† Pilotos que não terminaram o Grande Prêmio mas foram classificados pois completaram 90% da corrida.

### Resultados completos nas 24 Horas de Daytona
| Ano  | Equipe                                   | Co-pilotos                                       | Carro             | Classe  | Voltas | P.G. | P.C. |
| ---- | ---------------------------------------- | ------------------------------------------------ | ----------------- | ------- | ------ | ---- | ---- |
| 2012 | Michael Shank Racing with Curb-Agajanian | Jorge Goncalvez Michael McDowell Gustavo Yacamán | Riley Mk. XX      | DP      | 761    | 3º   | 3º   |
| 2018 | Whelen Engineering Racing                | Mike Conway Eric Curran Stuart Middleton         | Cadillac DPi-V.R  | P       | 808    | 2º   | 2º   |
| 2019 | Whelen Engineering Racing                | Pipo Derani Eric Curran                          | Cadillac DPi-V.R  | P       | 593    | 2º   | 2º   |
| 2020 | Whelen Engineering Racing                | Filipe Albuquerque Mike Conway Pipo Derani       | Cadillac DPi-V.R  | DPi     | 822    | 7º   | 7º   |
| 2021 | Whelen Engineering Racing                | Mike Conway Pipo Derani Chase Elliott            | Cadillac DPi-V.R  | DPi     | 783    | 8º   | 6º   |
| 2022 | Pfaff Motorsports                        | Mathieu Jaminet Matt Campbell                    | Porsche 911 GT3 R | GTD Pro | 711    | 18º  | 1º   |
| 2023 | Porsche Penske Motorsport                | Matt Campbell Michael Christensen                | Porsche 963       | GTP     | 749    | 14º  | 7º   |
| 2024 | Porsche Penske Motorsport                | Dane Cameron Matt Campbell Josef Newgarden       | Porsche 963       | GTP     | 791    | 1º   | 1º   |

### Resultados completos nas 24 Horas de Le Mans
| Ano  | Equipe                    | Co-pilotos                          | Carro               | Classe   | Voltas | P.G. | P.C. |
| ---- | ------------------------- | ----------------------------------- | ------------------- | -------- | ------ | ---- | ---- |
| 2018 | Cetilar Villorba Corse    | Roberto Lacorte Giorgio Sernagiotto | Dallara P217-Gibson | LMP2     | 342    | 19º  | 11º  |
| 2021 | Risi Competizione         | Oliver Jarvis Ryan Cullen           | Oreca 07-Gibson     | LMP2     | 275    | NC   | NC   |
| 2022 | Team Penske               | Dane Cameron Emmanuel Collard       | Oreca 07-Gibson     | LMP2     | 368    | 9º   | 5º   |
| 2023 | Porsche Penske Motorsport | Mathieu Jaminet Nick Tandy          | Porsche 963         | Hypercar | 84     | DNF  | DNF  |
| 2024 | Porsche Penske Motorsport | Mathieu Jaminet Nick Tandy          | Porsche 963         | Hypercar | 211    | DNF  | DNF  |